# Sclerotică
Sclerotica este tunica externă a globului ocular, o membrană sidefie, mată, de natură conjunctivă, slab vascularizată, având rol protector, fibroasă si perforată posterior de nervul optic.
În partea anterioară a globului ocular formează corneea transparentă.